# Willy T. Ribbs
William Theodore Ribbs, Jr., mais conhecido por Willy T. Ribbs (San José, 3 de janeiro de 1955) é um ex-automobilista norte-americano.

## Carreira

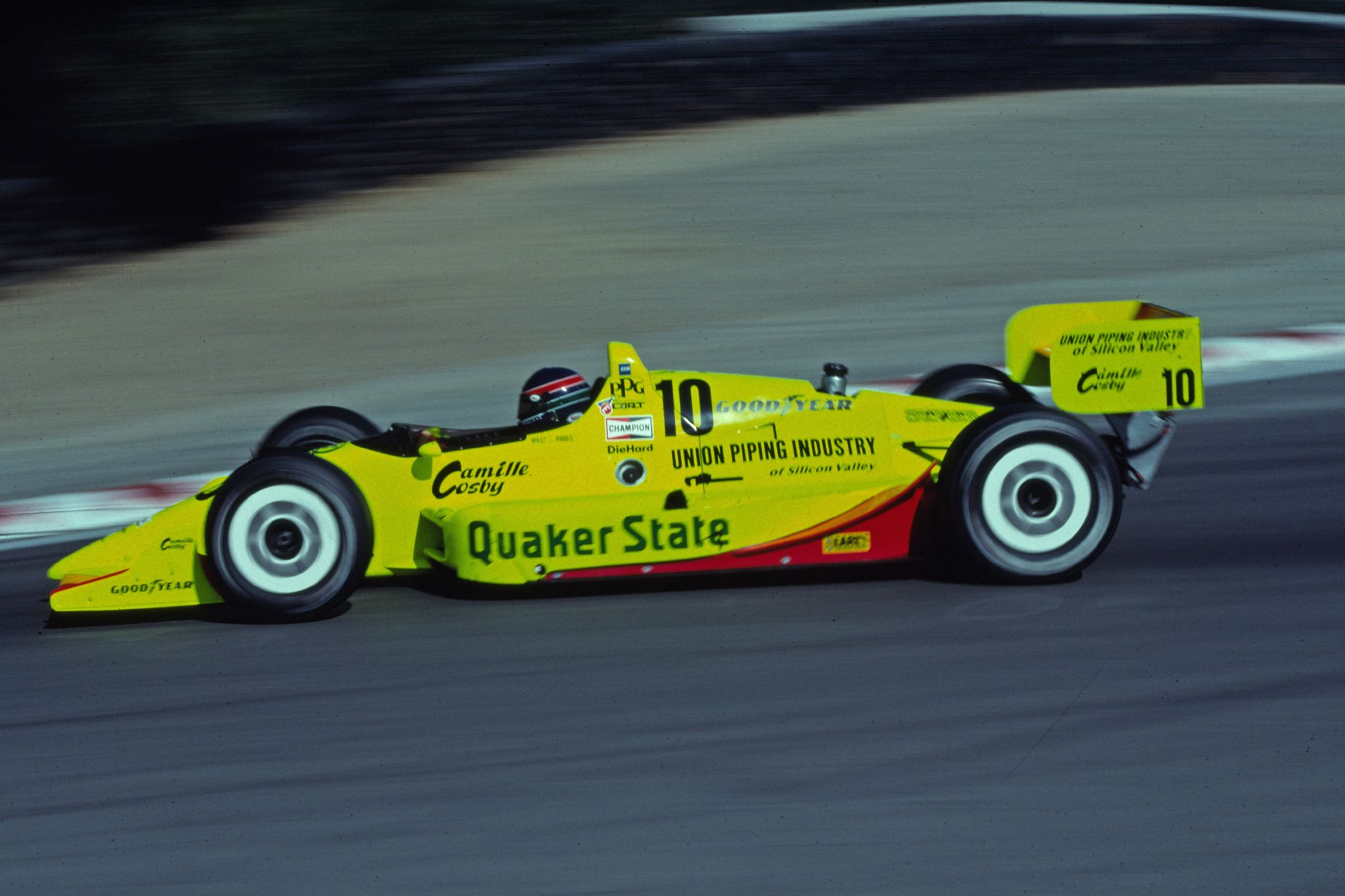
Ribbs correndo em Laguna Seca, em 1991.

Ribbs competiu na primeira fase unificada da CART entre 1990 e 1994. Disputou 46 etapas, tendo apenas um 6º lugar no GP de Denver de 1991, pela equipe Walker, como resultado mais expressivo. Chegou a disputar o GP de Las Vegas válido pela temporada de 1999 da IRL, pela McCormack Motorsports, tendo cruzado a linha de chegada em 26º lugar, marcando 4 pontos. Após uma passagem pela NASCAR, encerrou sua carreira pela primeira vez em 2001.
Em 2011, aos 56 anos, Ribbs voltou às pistas por sua própria equipe (Willy T. Ribbs Racing), disputando a etapa de Baltimore, marcando 17 pontos.

### O acidente em Vancouver
Um acidente mudou o rumo da carreira de Ribbs no GP inaugural do circuito de rua de Vancouver, no Canadá, em 2 de setembro de 1990: o carro de Ross Bentley teve problemas, parou na pista e precisou ser empurrado pelos comissários, e Ribbs, que vinha atrás, não conseguiu desviar de um deles e o atropelou. Jean Patrick Hein ainda foi atendido pelos médicos no asfalto, mas morreu nessa mesma tarde em um hospital da região. O acidente praticamente manchou sua carreira.

### Estatísticas

#### Resultados de Willy T. Ribbs nas500 Milhas de Indianápolis
| Ano  | Chassi     | Motor         | Classificação      | Resultado          | Equipe               |
| ---- | ---------- | ------------- | ------------------ | ------------------ | -------------------- |
| 1984 | DSR-1      | Ford-Cosworth | Não se classificou | Não se classificou | Doug Shierson Racing |
| 1985 | March 85C  | Ford-Cosworth | Não se classificou | Não se classificou | AMI Racing           |
| 1991 | Lola T9000 | Buick         | 29                 | 32                 | Raynor Motorsports   |
| 1993 | Lola T9200 | FordXB        | 30                 | 21                 | Walker Racing        |
| 1994 | Lola T9400 | FordXB        | Não se classificou | Não se classificou | Walker Racing        |

#### 12 Horas de Sebring
| Ano  | Equipe              | Carro               | Co-piloto             | Posição | Causa da falha         |
| ---- | ------------------- | ------------------- | --------------------- | ------- | ---------------------- |
| 1987 | All-American Racers | Toyota Celica Turbo | Jerrill Rice          | DNF     | Cilindro superaquecido |
| 1988 | All-American Racers | Toyota Celica Turbo | Juan Manuel Fangio II | DNF     | Falha do motor         |
| 1990 | All-American Racers | Águia HF89          | Rocky Moran           | DNF     | Suspensão              |
| 1991 | All-American Racers | Águia HF90          | Juan Manuel Fangio II | DNF     | Falha do motor         |

## Teste na Fórmula 1
Antes de Lewis Hamilton, Willy T. Ribbs tornou-se o primeiro negro a pilotar um carro de Fórmula 1. Convidado por Bernie Ecclestone, então diretor da Brabham, o norte-americano fez um teste com a BT54 no Autódromo do Estoril, em Portugal, nos dias 5 e 6 de dezembro de 1985. Ele dá algumas voltas no circuito, mas seu melhor tempo foi inferior ao de outros pilotos.